# 钝耳螺
钝耳螺（学名：Melampus cristatus），是原始有肺目耳螺科尖耳螺属的一种。主要分布于台湾，常栖息在潮间带岩礁。